# Bezirk Olá
Olá ist ein Bezirk (distrito) der Provinz Coclé in Panama. Die Einwohnerzahl betrug laut Volkszählung 2023 6300.
Sein Name stammt nach Ansicht mehrerer Gelehrter von einer literarischen Figur, die den „Wellen“ zugeordnet wird. Ein Dichter unter den ersten Siedlern beschrieb die Pichachos des Ortes, die mit ihren Wellen ein tosendes Meer simulierten.

## Gliederung
Der Bezirk Olá ist administrativ in folgende Corregimientos unterteilt:
- Olá
- El Copé
- El Palmar
- El Picacho
- La Pava